# Aonia Planum
Aonia Planum és una formació geològica de tipus planum a la superfície de Mart, localitzada amb el sistema de coordenades planetocèntriques a -53.11 latitud N i 288.89 ° longitud E, que fa 563.45 km de diàmetre. El nom va ser aprovat per la UAI l'any 2003 i fa referència a una característica d'albedo.